# Die Harten und die Zarten
Die Harten und die Zarten (Originaltitel: The Boys in the Band) ist ein US-amerikanischer Spielfilm von William Friedkin aus dem Jahr 1970, der als Kultfilm in der US-amerikanischen Schwulenszene gilt. William Friedkin verfilmte das Bühnenstück von Mart Crowley über eine kuriose Geburtstagsfeier siebener homosexueller Freunde.

## Handlung
Ein Appartement an der Upper East Side, Ende der 1960er Jahre: Der erfolglose Autor Michael bereitet zusammen mit seinem Geliebten Donald eine Geburtstagsfeier anlässlich des 32. Geburtstags seines ebenfalls homosexuellen Freundes Harold vor. Im Gespräch des Paares wird deutlich, dass Michael seine Rechnungen nicht bezahlen kann und bis vor kurzem ein Alkoholproblem hatte. Michael erhält einen Anruf von dem verheirateten Anwalt Alan McCarthy, seinem ehemaligen Zimmergenossen von der Georgetown University, der ihn um ein Treffen bittet. Zunächst will Michael ablehnen, als Alan am Telefon aber verzweifelt zu weinen anfängt, lädt er ihn trotz der stattfindenden Party zu sich in die Wohnung ein.
Nach und nach erscheinen die homosexuellen Gäste für Harolds Party: Der effeminierte Innenarchitekt Emory; Bernard, ein afroamerikanischer Buchhändler; Hank, ein maskulin und leicht konservativ wirkender Lehrer; und der Modefotograf Larry. Letztere sind ein Paar, doch Hank – der seine „heterosexuelle“ Identität als Ehemann und Vater von zwei Kindern vor kurzem für Larry aufgegeben hat – will monogam leben, während Larry auch weiterhin nebenbei Affären führen will, was für Konflikte zwischen ihnen sorgt. Als Alan in Michaels Appartement erscheint, kippt die anfangs ausgelassene Stimmung langsam. Alan beobachtet die homosexuelle Gruppe überrascht und distanziert, er kündigt mehrmals an zu gehen, zeigt aber zugleich interessiert und bleibt schließlich. Nach einigen spitzen Bemerkungen gerät Alan mit Emory aneinander und schlägt ihn nieder.
Zuletzt erscheinen Tex – ein hübscher, aber einfältiger Prostituierter im Cowboyoutfit, den Emory als „Geburtstagsgeschenk“ für Harold besorgt hat – und am Ende das Geburtstagskind selbst. Harold und Michael sind sich in ihrem intellektuellen Zynismus ebenbürtig und teilen verletzende Wortgefechte miteinander aus. Als ein Gewitter beginnt, zieht sich die Gruppe von der Terrasse in Michaels Wohnzimmer zurück. Die Konflikte werden noch durch den Alkohol aufgeheizt, zumal Michael nach der Prügelei zwischen Alan und Emory wieder zu trinken begonnen hat. Michael schlägt ein Spiel vor, bei dem jeder Partygast bei einer Person anrufen soll, die er wirklich geliebt habe. Sein heimliches Ziel mit dem Spiel ist es, seine seit vielen Jahren gehegte Vermutung zu beweisen, dass Alan insgeheim selbst homosexuell ist.
Bernard ruft bei den Arbeitgebern seiner Mutter an, mit deren Sohn er in seiner Jugend eine kurze sexuelle Erfahrung hatte, während Emory einen heterosexuellen Zahnarzt erreicht, den er als Jugendlicher geliebt und wofür dieser ihn geoutet hatte. Hank und Larry rufen sich gegenseitig an und versichern sich so ihrer Liebe. Schließlich bringt Michael – der immer verbissener wirkt und die anderen Gäste zu beleidigen beginnt – Alan dazu, seinen Telefonanruf zu tätigen. Ein ehemaliger Freund aus Universitätstagen hatte Michael gegenüber behauptet, damals eine Affäre mit Alan gehabt zu haben. Doch Alan ruft nicht bei diesem Freund an, sondern bei seiner Frau und gesteht ihr seine Liebe. Die Feier endet in düsterer Stimmung, schließlich bleiben Michael und Donald alleine im Wohnzimmer zurück. Michael bricht weinend in Donalds Armen zusammen und für einen Moment wird seine Unzufriedenheit und sein Selbsthass deutlich, ehe er sich wieder zusammennimmt und ankündigt, er wolle den Nachtgottesdienst in der Kirche besuchen.

## Hintergrund

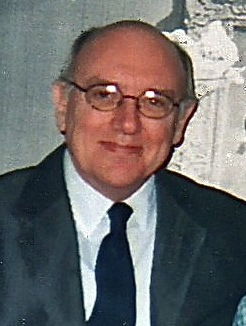
Mart Crowley (2002)

Mart Crowley (1935–2020) arbeitete in den 1960er Jahren als persönlicher Assistent von Natalie Wood. Seine eigenen Gehversuche als Drehbuchautor in Hollywood verliefen allerdings ohne Erfolg und er befand sich in einer finanziellen Misere. In dieser Zeit verfasste er innerhalb von fünf Wochen das Theaterstück The Boys in the Band, in dem der homosexuelle Autor auch persönliche Erfahrungen verarbeitete. So nahm er Charakterzüge und Eigenschaften von sich selbst und schwulen Freunden als Vorbilder für die Figuren, beispielsweise teilte Crowley mit der Hauptfigur Michael die Herkunft aus einer katholischen Südstaatenfamilie und den Misserfolg als Autor. Nachdem es Crowley zunächst wegen des damals als Tabuthema geltenden Inhalts beinahe unmöglich war, ein Theater für die Aufführung seines Stückes zu gewinnen, hatte es am 14. April 1968 im Off-Broadway-Theater Theatre Four Premiere. Mit insgesamt 1001 Vorstellungen bis zum September 1970 entwickelte sich The Boys in the Band dort zu einem Überraschungserfolg.
Wegen des Bühnenerfolges wurde eine Verfilmung des Stückes geplant. Die Produktion übernahm die zu CBS gehörende Produktionsfirma Cinema Center Films. Der Hays Code war erst 1967 abgeschafft worden, was nun nach Jahrzehnten der Zensur die offene Thematisierung von Homosexualität im amerikanischen Mainstream-Kino wieder möglich machte. Auf Wunsch von Friedkin wurden alle neun Theaterschauspieler aus der Originalproduktion auch für die Verfilmung verpflichtet, obwohl nur wenige von ihnen Filmerfahrung vorweisen konnten. Laurence Luckinbill hatte die Rolle des Hank ursprünglich aus Gefallen für seinen alten Studienkollegen Crowley übernommen, trotz einer Warnung seiner selbst lesbischen Agentin, dass er durch die Darstellung eines Homosexuellen seine Karriere beschädigen könne. Tatsächlich erwies sich für einige der Schauspieler ihre Rolle in Boys in the Band trotz guter Kritiken als karrierehemmend. Die fünf auch im echten Leben homosexuellen Schauspieler sollten später alle an AIDS sterben: Robert La Tourneaux (1941–1986), Leonard Frey (1938–1988), Frederick Combs (1935–1992), Keith Prentice (1940–1992) und Kenneth Nelson (1930–1993). In den Anfangsszenen ist das spätere Bondgirl Maud Adams als eines von Larrys Fotomodells zu sehen.
Im Gegensatz zu den Schauspielern wurde die Regie bei der Verfilmung gewechselt, da Robert Moore, der das Stück am Theater in New York inszeniert hatte, noch keinerlei Erfahrung mit dem Kino und der dazugehörigen Filmtechnik hatte. Crowley sah im Kino den Low-Budget-Film The Birthday Party, eine Verfilmung des Bühnenstücks von Harold Pinter, und zeigte sich davon beeindruckt. Er kontaktierte daraufhin William Friedkin, den jungen und zu diesem Zeitpunkt noch weitgehend unbekannten Regisseur von The Birthday Party, und bot ihm die Regie bei der Verfilmung an. Obwohl das Thema kontrovers war, zögerte Friedkin nicht mit der Annahme des Angebots, da er Crowleys Stück brillant fand. Das im Greenwich Village liegende Appartement der Schauspielerin Tammy Grimes diente als Vorbild für Michaels Wohnung, hier wurden auch die meisten der Terrassenszenen gedreht. Da das Innere von Grimes’ Wohnung zu klein für einen Filmdreh war, wurde ihre Wohnung in den Chelsea Studios nachgebaut und dort gedreht.
Crowley verfasste eine Fortsetzung zu dem Stück unter dem Titel The Men from the Boys, das über 30 Jahre später einen Großteil der Figuren erneut versammelt. Das Stück hatte 2002 in San Francisco seine Premiere, erreichte allerdings nicht den Erfolg des Ursprungswerks. Nachdem das Stück dort nie zuvor gelaufen war, feierte The Boys in the Band im April 2018 seine Broadway-Premiere, unter anderem mit Jim Parsons, Matthew Bomer und Zachary Quinto in der Besetzung. 2019 wurde diese Aufführung mit dem Tony Award in der Kategorie Bestes Revival eines Stückes ausgezeichnet. Mit der Broadway-Besetzung wurde eine gleichnamige Neuverfilmung von Ryan Murphy produziert, die am 30. September 2020 bei Netflix veröffentlicht wurde.

## Soundtrack
The Boys in the Band besitzt keinen klassischen Soundtrack, allerdings sind mehrere Lieder in ihm enthalten.
- Anything Goes – in den Anfangsszenen, von Cole Porter komponiert, in der Version von Harpers Bizarre
- Good Lovin’ Ain’t Easy to Come By – ein Duett von Marvin Gaye und Tammi Terrell
- Funky Broadway – von Wilson Pickett
- (Love Is Like A) Heat Wave – von Martha & the Vandellas
- The Look of Love – von Burt Bacharach (Instrumentalversion)

## Synchronisation
Die deutsche Synchronfassung entstand zur Kinopremiere 1970 bei der Berliner Ultra Film Synchron. Die Synchronregie übernahm Josef Wolf, das Dialogbuch verfasste Michael Günther, der auch den Donald sprach.
| Rolle         | Schauspieler        | Dt. Synchronstimme    |
| ------------- | ------------------- | --------------------- |
| Michael       | Kenneth Nelson      | Jürgen Thormann       |
| Harold        | Leonard Frey        | Harry Wüstenhagen     |
| Emory         | Cliff Gorman        | Horst Gentzen         |
| Alan McCarthy | Peter White         | Claus Biederstaedt    |
| Donald        | Frederick Combs     | Michael Günther       |
| Hank          | Laurence Luckinbill | Hansjörg Felmy        |
| Larry         | Keith Prentice      | Gert Günther Hoffmann |
| Bernard       | Reuben Greene       | Joachim Kemmer        |
| Cowboy Tex    | Robert La Tourneaux | Thomas Danneberg      |

## Auszeichnungen
Kenneth Nelson wurde für den Golden Globe Award als Bester Nachwuchsdarsteller nominiert.

## Kritik
Das Theaterstück The Boys in the Band erntete Ende der 1960er Jahre nicht nur von konservativen Stimmen Kritik, sondern auch von der Homosexuellenbewegung; so kritisierten Stonewall-Aktivisten die Figuren als selbsthassend und unsympathisch. Crowley erinnerte sich 2018 in einem Interview, dass er von Aktivisten oft gefragt wurde, warum er keine positiven Erlebnisse von Homosexuellen beschrieben habe. Der Autor verteidigte sich mit dem Hinweis, dass viele Schwule in den 1960er Jahren durch die Diskriminierung selbsthassend gewesen seien und er die Situation nicht romantisieren wollte: „Nun, da war nichts Positives, als ich das Stück geschrieben habe.“
Bei Rotten Tomatoes besitzt Boys in the Band, basierend auf 19 Kritiken, einen Anteil positiver Bewertungen von 89 %. Marcus Stiglegger schrieb, das originale Bühnenensemble verleihe dem „spröden Werk einen experimentellen Charakter.“

„Filme über Homosexuelle sind keine Seltenheit oder Sensation in der internationalen Filmproduktion. Hier liegt aber der erste Film vor, der, mit einer Ausnahme, ausschließlich unter Homosexuellen spielt. Die Einheit des Raums und der Zeit – eine abendliche Geburtstagsparty in einer Wohnung – weisen auf die Herkunft des Films vom Theater hin. Sie trägt zu der nagenden Langeweile bei, die sich über mehr als die Hälfte des Films ausbreitet […]. Formal ist, abgesehen von der ganzen der Bühne verhafteten Inszenierungsweise, noch die große Intensität der Darstellung zu erwähnen.“